# Flæskesteg

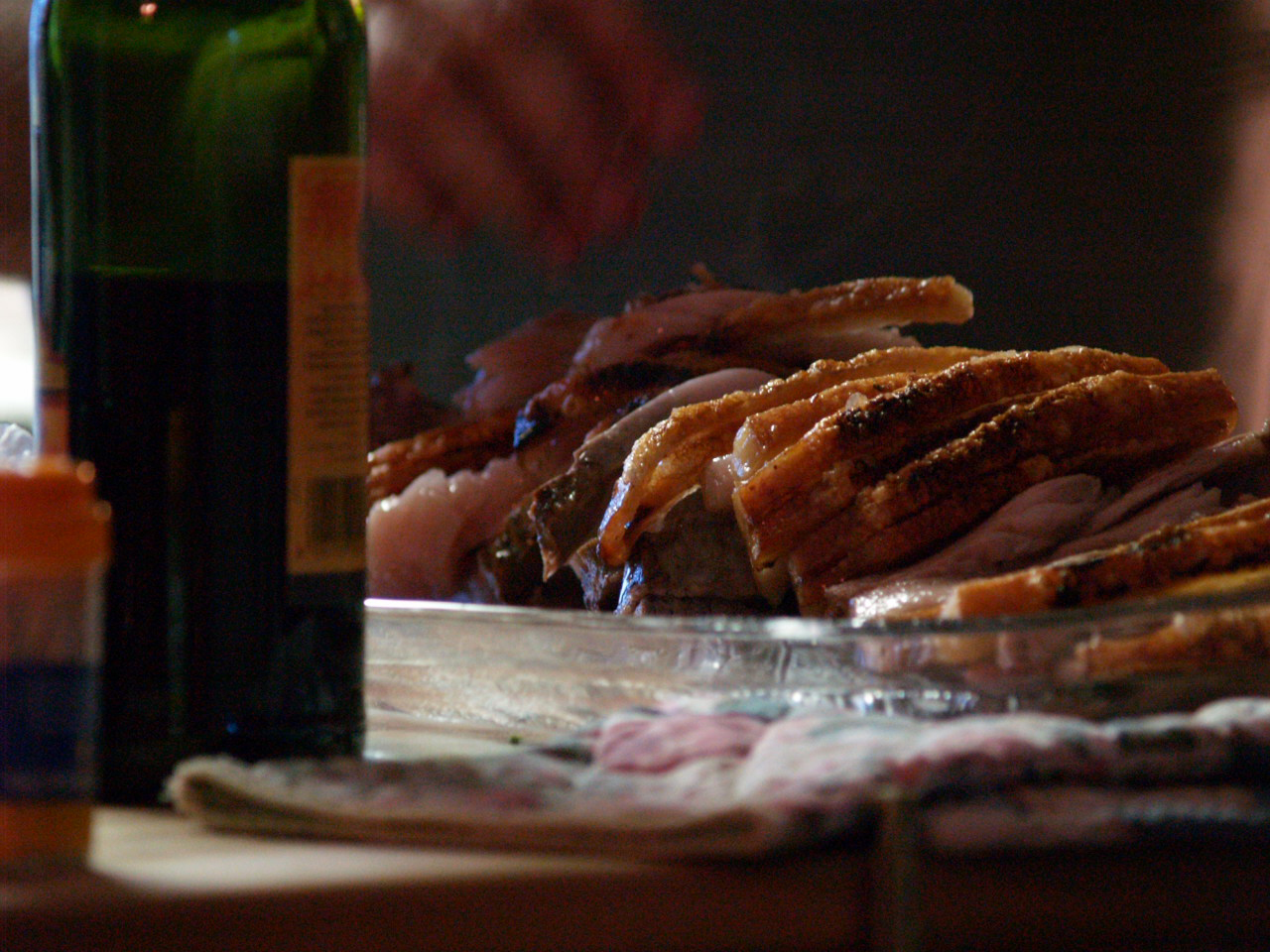
Flæskesteg

Flæskesteg é um prato tradicional da culinária da Dinamarca. Consiste de carne de porco assada com toucinho e pele.
A carne é assada com água, sal e louro, até que a pele fique estaladiça . Enquanto vai sendo assada, a carne vai libertando um molho, que é engrossado, no fim, com água e farinha, sendo temperado com sal e pimenta . Este molho castanho é conhecido em dinamarquês como brun sovs.
O flæskesteg é um prato consumido tradicionalmente na ceia de Natal ou no desjejum de Natal.
É normalmente acompanhado com couve roxa,batatas cozidas ou brunede kartofler. A carne pode também ser servida coberta de fatias de maçã e molho de natas.